# Gespensterjäger – Auf eisiger Spur

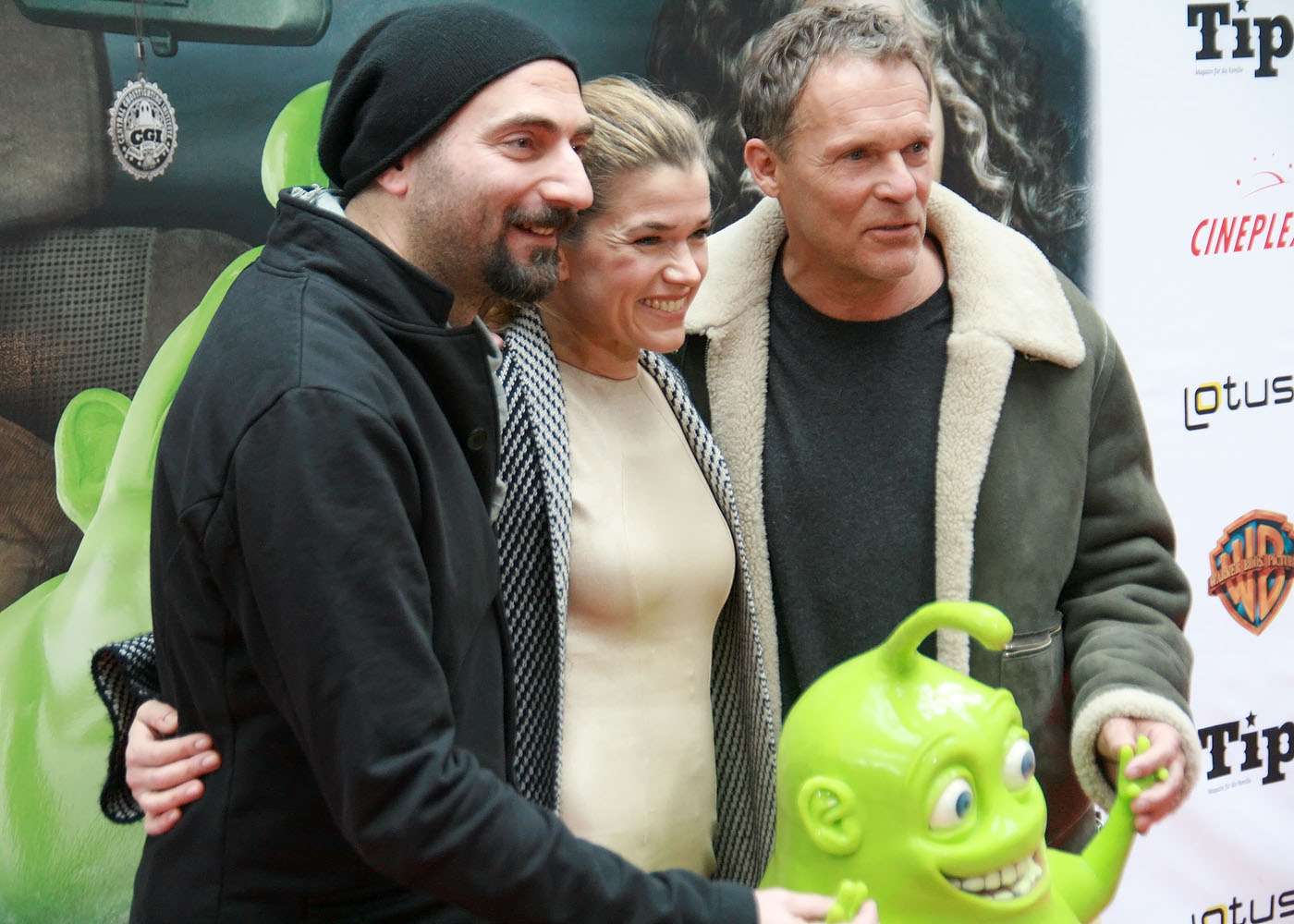
Tobi Baumann, Anke Engelke und Christian Tramitz bei der Österreichpremiere

Gespensterjäger – Auf eisiger Spur ist ein deutscher Kinderfilm von Tobi Baumann aus dem Jahr 2015. Der Film basiert auf dem Kinderbuch Die Gespensterjäger auf eisiger Spur von Cornelia Funke. Der Kinostart war am 2. April 2015.

## Handlung
Der elfjährige Tom wird von seiner großen Schwester Lola unablässig geärgert. Bei Gleichaltrigen gilt er als Angsthase. Als Tom im Keller auf das schleimige Gespenst Hugo trifft, bekommt er einen gewaltigen Schreck. Es erweist sich jedoch als harmlos und äußerst freundlich und erzählt Tom, dass es von einem bösartigen Gespenst aus seinem Zuhause vertrieben worden sei. Wenn es nicht dorthin zurückkehren könne, werde es sich auflösen. So überreden die beiden die frustrierte Gespensterjägerin Hedwig Kümmelsaft, dem Gespenst das Leben zu retten. Damit bewahren sie die Stadt zugleich vor einer Eiskatastrophe.

## Hintergrund
Der Film wurde auf Englisch gedreht und später auf Deutsch nachsynchronisiert.
Produziert wurde er von Lucky Bird Pictures (München), Lotus Film (Wien) und Ripple World Pictures (Dublin). Er erhielt unter anderem Filmförderung von der Filmförderungsanstalt, der Film- und Medienstiftung NRW, dem FilmFernsehFonds Bayern, dem Deutschen Filmförderfonds, dem Filmfonds Wien und dem Österreichischen Filminstitut.

## Kritik
Der film-dienst nennt den Film eine „aufwändig und sorgsam inszenierte Adaption“, die sich durch „gutes Gespür für Tempo und Rhythmus sowie für Komik und Ernsthaftigkeit“ auszeichne. Trotz „eher konventioneller Themen“ sei der Film für Kinder und Erwachsene „gleichermaßen unterhaltsam“. Die Filmwebsite kino.de urteilte, Anke Engelke erweise sich als „veritable Charakterdarstellerin“, und Jungdarsteller Milo Parker sei ein „hochtalentierter Schauspieler“. Hervorgehoben wurden außerdem das Produktionsdesign und die Spezialeffekte. Die Darstellung des Gespensts Hugo gehöre „mit zum Besten, was man in einer deutschen Produktion gesehen hat“.

## Auszeichnungen
- Prädikat „wertvoll“ der Deutschen Film- und Medienbewertung (FBW)[7]